# 3084 Kondratyuk
3084 Kondratyuk eller 1977 QB1 är en asteroid i huvudbältet som upptäcktes den 19 augusti 1977 av den rysk-sovjetiske astronomen Nikolaj Tjernych vid Krims astrofysiska observatorium på Krim. Den har fått sitt namn efter Jurij Kondratjuk (1897–1942), ukrainsk-sovjetisk vetenskapsman och uppfinnare, en av pionjärerna inom raketteknologi och rymdflygteori.